# The Isles of Notre Dame
Circonscription électorale provinciale du Canada
The Isles of Notre Dame, connue anciennement comme Twillingate et Fogo, est une ancienne circonscription électorale provinciale de la province canadienne de Terre-Neuve-et-Labrador de la Chambre d'assemblée. En 2011, la circonscription n'avait que 6 990 électeurs.

## Liste des députés
| The Isles of Notre Dame |                 |                           |             |             |
| Député                  | Député          | Parti                     | Mandat      | Législature |
|                         | Gerry Reid (en) | Libéral                   | 1996 - 1999 | 43e         |
|                         | Gerry Reid (en) | Libéral                   | 1999 - 2003 | 44e         |
|                         | Gerry Reid (en) | Libéral                   | 2003 - 2007 | 45e         |
|                         | Derrick Dalley  | Progressiste-conservateur | 2007 - 2011 | 46e         |
|                         | Derrick Dalley  | Progressiste-conservateur | 2011 - 2015 | 47e         |